# Пограничная застава Чайки
Пограничная застава ВОП Чайки (пол. Strażnica WOP Czajki) — пограничная застава в составе Войск охраны пограничья Польши, располагавшаяся в городе Щецин. Входила в Щецинский портовый батальон ВОП.

## История
В начале 1950-х годов портовые пограничные заставы № 6 и № 7 располагались в городе Щецин по улице Гданьской. В 1955 году им были присвоены номера 29 и 30 соответственно. Позже их объединили в портовую роту № 1 Чайки (пол. Czajki. В 1964 году пограничная застава № 1 подчинялась Щецинскому портовому батальону ВОП.
23-я пограничная застава Чайки подчинялась в 1968 году всё тому же Щецинскому портовому батальону ВОП, отвечая за безопасное судоходство иностранных судов в районе перевалки навалочных грузов.

## Командиры
- капитан Ян Селаж (1957–1960)
- и.о. лейтенант Тадеуш Щёт (1960–1961)
- капитан Ян Селаж (1961–1962)
- лейтенант Тадеуш Щёт (1962 — после 1965)